# Gianni Alberto Vitrotti
Gianni Alberto Vitrotti (Berlino, 8 aprile 1922 – Trieste, 24 aprile 2009) è stato un regista, fotoreporter e giornalista italiano.

## Biografia
Gianni Alberto Vitrotti ha iniziato in giovane età, insieme al fratello Franco, a seguire il padre Giovanni - uno dei pionieri del cinema muto italiano - nella professione di operatore cinematografico. Nel 1939, a 17 anni, fu assunto dal Cinestabilimento FERT di Torino, inizialmente come aiuto del padre, che lo portò con sé anche nelle riprese di servizi sportivi, e in seguito come aiuto operatore di diversi e importanti direttori della fotografia dell’epoca. Nel frattempo Gianni Alberto si diplomò geometra pur continuando a lavorare. Prese parte, infatti, ad una ventina di importanti produzioni di film a soggetto. A guerra appena finita, al seguito delle truppe alleate, arriva a Trieste, che da quel momento diventò la sua città d'adozione. In questi anni diverrà anche fotoreporter: attività che a partire dall’occupazione di Trieste nel 1945 avrà modo di fare il corrispondente per conto di due agenzie alleate americane, l’Associated Press Photo e la NBC. A partire dal 1946 cominciò il lavoro di cineoperatore di attualità per il cinegiornale Universal Film Newsreel di New York, del quale fu corrispondente.
In questo periodo, Gianni Alberto assieme al fratello Franco, iniziarono anche ad occuparsi del problema giuliano-dalmata, realizzando lungometraggi e cortometraggi che documentavano la tragedia della maggioranza italiana nell'Istria occupata dagli jugoslavi e dalla città di Pola occupata dai britannici. Nel 1946, su regia di Enrico Moretti, i due fratelli girarono il documentario Giustizia per la Venezia Giulia, e, nel 1947, con Campane a morto in Istria, Gianni Alberto fu il primo operatore del dopoguerra a calarsi nelle foibe carsiche per documentare il recupero dei corpi degli italiani infoibati dai partigiani iugoslavi. Sempre nel 1947 si recarono in Istria e girarono i quattro documentari dal titolo Addio mia cara Pola sull'esodo delle genti istriane. Nel 1948 diverse sequenze dei documentari vennero inseriti nel film a soggetto La città dolente di Mario Bonnard dedicato al dramma dell’esodo degli italiani dall’Istria dopo che il trattato di pace di Parigi tra l'Italia e le potenze vincitrici aveva decretato la cessione dell'Istria e di gran parte della Venezia Giulia alla Jugoslavia. Divenuto titolare dell'Agenzia Trieste Pictorial News, Gianni Alberto fu accreditato presso il Governo Militare Alleato per conto del quale realizzò servizi fotografici e riprese dietro incarico del Public Information Office, inviati a Washington come documentazione riservata. Nel 1949, con il fratello Franco e l'amico e regista Claudio Pelizzon creò il cinegiornale Cosmos, che in quegli anni costituì nelle sale triestine una vera concorrenza alla Settimana Incom. Nello stesso anno Gianni Alberto fu anche fra i primi operatori al mondo ad effettuare delle riprese subacquee con l'ausilio dell'autorespiratore a ossigeno. Vitrotti iniziò a girare numerose sequenze che avrebbero dovuto entrare a far parte di un documentario dal titolo Mine alla deriva, nel quale si sarebbe voluto raccontare la difficile e rischiosa opera degli sminatori subacquei del porto e delle acque del Golfo di Trieste. Il film non venne mai portato a termine perché il Governo Militare Alleato (GMA), che in un primo tempo aveva sostenuto l'impresa, improvvisamente decise di chiudere il finanziamento, non consentendo di fatto, il completamento dell'opera.
Nel 1952 realizzò assieme al fratello Franco il documentario Da Trieste a Lampedusa, in cui si racconta l'esperienza di una flotta triestina di pescherecci in trasferta nelle acque sicule. Sempre nel 1952 nacque il cinegiornale Mondo Libero ed il primo numero con le riprese di Vitrotti sugli scontri e i disordini avvenuti nel marzo a Trieste, vennero viste in tutto il mondo. Sono sempre sue le immagini triestine del film thriller a sfondo spionistico Corriere Diplomatico, diretto da Henry Hathaway e con protagonista Tyrone Power. Nel 1953 Vittorio Veltroni, primo direttore del Telegiornale (RAI), gli affidò come corrispondente il compito di coprire l'informazione dell'allora Territorio Libero di Trieste, con un'attenzione anche all'area del vicino Friuli e dei Balcani.
Negli anni seguenti realizzò documentari come Artefici del mosaico (1955) che ha per oggetto la celebre Scuola Mosaicisti del Friuli a Spilimbergo; è del 1957 il film Dai monti al mare, per conto dell'Ente Friulano di Assistenza di Udine della P.O.A. - Pontificia Opera di Assistenza. Per la RAI negli anni 1960/1961 produsse i documentari e reportage Carso, un mondo di pietra, firmato assieme al critico cinematografico Tino Ranieri, Viaggio in Dalmazia di cui è regista in collaborazione con Licio Burlini e Demetrio Volcic e Verso la croce del Sud con Italo Orto, che all'epoca ricopriva l'incarico di capo redattore della sede RAI Friuli-Venezia Giulia. Sempre on Italo Orto realizzò diversi documentari sulle grandi navi, frutto della cantieristica giuliana e sulla storia della compagnia di navigazione del Lloyd Triestino.
Vitrotti ricevette riconoscimenti prestigiosi come il Leone d'Argento nel 1953 alla Mostra Internazionale d'Arte Cinematografica di Venezia per il documentario Bora su Trieste, la cui realizzazione durò oltre tre anni a causa delle necessità meteorologiche. Il film partecipò nel 1954 ai Festival di Berlino e di Edimburgo.
Degli anni '60 diverse sono anche le produzioni a carattere turistico ed industriale come Lignano, tutto sole e sabbia (1966); seguì e documentò la realizzazione dell'Oleodotto Transalpino Trieste-Ingolstadt. Narrò per immagini le attività di industrie e realtà produttive triestine come Illycaffé e la Stock. Gianni Alberto fu nel 1963 uno dei primi operatori ad arrivare sul posto per documentare il disastro del Vajont; sempre nel 1963 documentò il terremoto di Skopje e nel maggio del 1976 il terremoto del Friuli. Uno dei suoi ultimi impegni professionali fu a fianco del figlio Valentino come collaboratore alla direzione della fotografia ne I colori di Trieste, documentario sulla città giuliana che nel 1991 vinse il Premio Speciale della Giuria all'ottava edizione dell'International Tour Film Festival di Montecatini Terme. Per la Rai, in oltre trent'anni di lavoro, realizzò numerosissime inchieste e reportages: davanti al suo obiettivo passarono personaggi come John Fitzgerald Kennedy, Albert Einstein, Alcide de Gasperi, Primo Carnera, Josip Broz Tito. Per la sua grande opera di informazione portata avanti in oltre cinquant'anni di attività, gli venne conferito il titolo di Cavaliere delle Repubblica. Nel 2002 il Comune di Trieste lo premiò con il Sigillo Trecentesco della Città.
Gianni Alberto scompare a Trieste il 24 aprile del 2009, lasciando in eredità al figlio Valentino, anch'egli giornalista e operatore presso la Rai Friuli-Venezia Giulia, un patrimonio di conoscenze e professionalità nel campo televisivo e cinematografico di inestimabile valore.

## Filmografia parziale
- I nuovi stabilimenti Fiat, aiuto operatore assieme al padre Giovanni, regia di Mario Gromo (1940)
- Il figlio del corsaro rosso, aiuto operatore, regia di Marco Elter (1940)
- Piccolo mondo antico, aiuto operatore, regia di Mario Soldati (1941)
- Il Chiromante, aiuto operatore, regia di Oreste Biancoli (1941)
- Gli ultimi Filibustieri, aiuto operatore, regia di Marco Elter (1943)
- Giustizia per la Venezia Giulia, operatore, regia di Enrico Moretti (1946/1947)
- Addio mia cara Pola, operatore, regia di Enrico Moretti (1947)[5]
- Campane a morto in Istria, operatore, regia di Enrico Moretti (1947/1948)
- Genti Giulie, regista ed operatore (1948/1949)
- Cinegiornale Cosmos, ideato, diretto e prodotto (1949)
- Mine alla deriva, regista ed operatore (1949)
- Aquila, operatore, regia di Jacopo Erbi (pseudonimo di Herbert L. Jacobson, direttore dell'allora Radio Trieste), sceneggiatura di Tullio Kezich (1951)
- Da Trieste a Lampedusa, regista ed operatore (1952)
- Corriere Diplomatico, operatore della II troupe nelle riprese avvenute a Trieste, regia di Henry Hathaway (1952)
- Bora su Trieste, regista ed operatore (1953)
- Primavera in Val Gardena, operatore, regia di Luis Trenker (1954)
- Artefici del mosaico, regista ed operatore (1955)
- La cavalchina della CRI: si gira a Cinecittà, regista ed operatore (1956)
- Il mare e i monti del Friuli, regista ed operatore (1957)
- Lignano, tutto sole e tutto sabbia, regista ed operatore (1966)
- L’oleodotto transalpino da Trieste a Ingolstadt, regista ed operatore (1967/1968)
- Come nasce una vite, regia (1973/1974)

## Premi e riconoscimenti
- Leone d'Argento 20 agosto 1953 per Bora Su Trieste (4. Mostra Internazionale del Film Documentario e del Cortometraggio - Categoria A - Sezione 9 - Documentari attualità / 14. Mostra Internazionale d'Arte Cinematografica)